# Oscar Stribolt som Vidunderbarn
Oscar Stribolt som Vidunderbarn er en dansk stum komediefilm fra 1912 produceret af Nordisk Films Kompagni. Det Danske Filminstitut angiver, at filmens instruktør er ukendt, og at manuskriptet er skrevet af Harriet Bloch, hvorimod danskefilm.dk angiver Eduard Schnedler-Sørensen som instruktør og manuskriptforfatter.
Filmen havde dansk biografpremiere den 18. december 1912 i Biograf-Theatret, og blev i tysktalende lande distribueret som Das Wunderkind, i engelsktalende lande som A Child of Genius og i fransktalende lande som L'enfant Prodige.

## Handling
Den tykke Oscar på 19 år og 100 kg optræder stadig som et 13 årigt barn på violin, da hans impressaio mener, at der er penge i at lade ham optræde som "Vidunderbarn". Det generer Oscar at blive behandlet som et barn, særlig da han er forelsket i en sød barfodsdanserinde, der også viser interesse for ham. En dag tager Oscar impressarioens tøj og stikker af med sin kæreste, men han kommer ikke længere end til politistationen, da han ikke har fået penge med til drosken. Han må herefter igen krybe i "Vidunderbarnets" klæder.

## Medvirkende
- Oscar Stribolt som "Vidunderbarnet"
- Christian Schrøder som impressarioen